# Lalian
Lalian, znane również jako Lāliān (pendż. لالیاں) – miasto w Pakistanie, w prowincji Pendżab. W 2017 roku liczyło 45 462 mieszkańców. Znajduje się pod adresem 31°49'21N 72°47'50E na wysokości 171 metrów (564 stóp) i znajduje się na drodze z Fajsalabad do Sargodha.